# 古代ギリシアの音楽

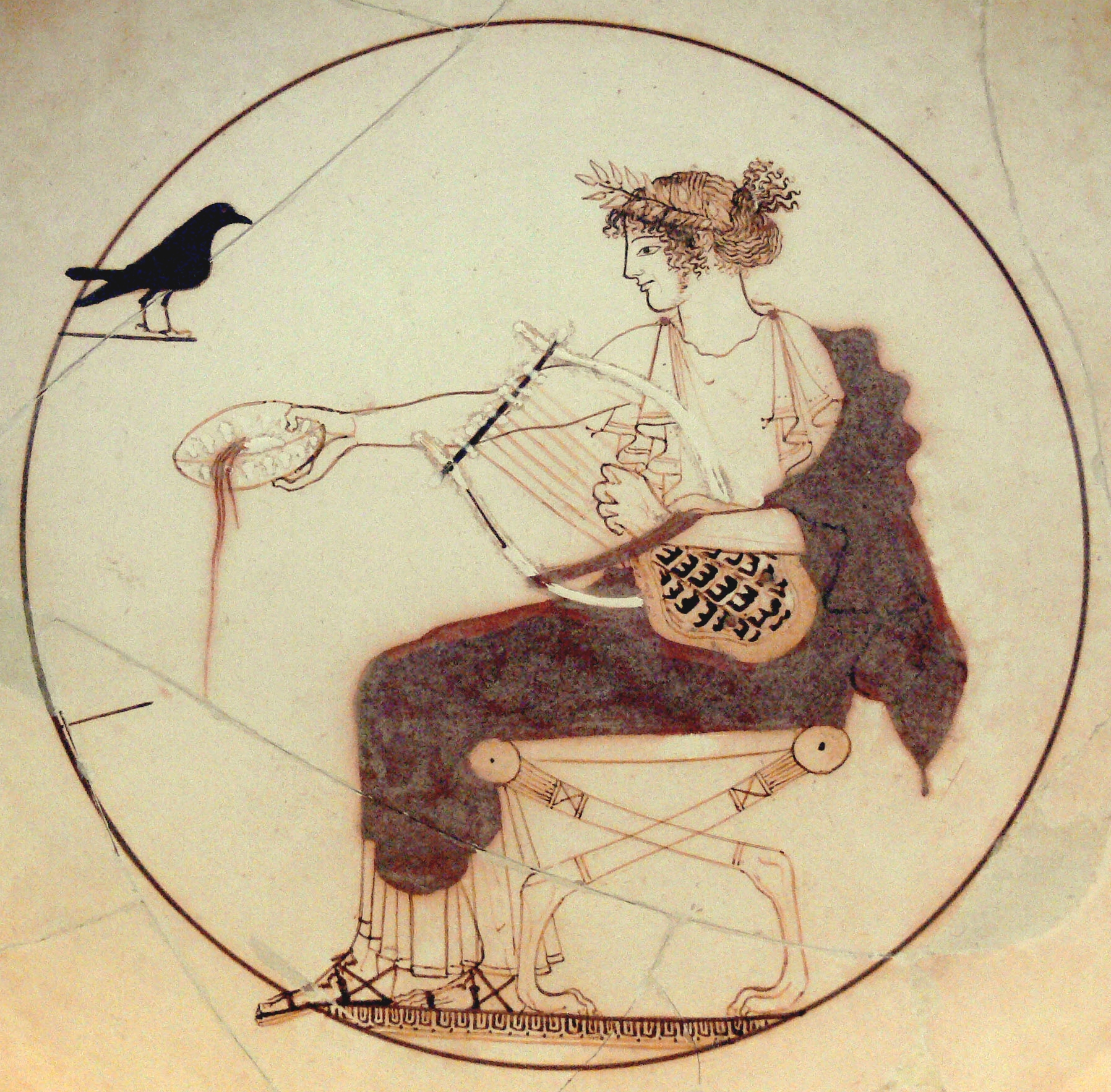
前5世紀の器に描かれたアポローンと亀の甲羅でできたリラ

古代ギリシアの音楽（こだいギリシアのおんがく）では、古代ギリシアの音楽について記述する。

## 概要
ヨーロッパ文化を特徴づけているもの、例えば哲学、科学、芸術は古代ギリシアに起源を持っている。音楽もまたそうである。音楽は古代ギリシア人の生活においてなくてはならないものだった。社会的なもののほとんどすべてに音楽は姿をあらわす。結婚式から葬儀、宗教的祭事、演劇、民謡、叙事詩の朗唱などのなかで音楽は用いられた。現在までそれなりの数の古代ギリシア音楽の断片が残っており、またそれらの音楽について書かれた文章も残存している。
そうしたものによって古代ギリシア音楽がどのようなものであったか、またどのような社会的な役割を持っていたのかも推測することができる。たとえば音楽の経済的な側面、音楽家たちの身分、重要性などである。もっとも焼き物や煉瓦の上に残された古代ギリシア音楽の記録は音楽そのものよりも、音楽についての叙述のほうが多いのではあるが。
英語のmusicの語源はゼウスの娘、女神ムーサに由来する。ムーサは創造神であり、知の守護神であった。

## 音楽と哲学の違い

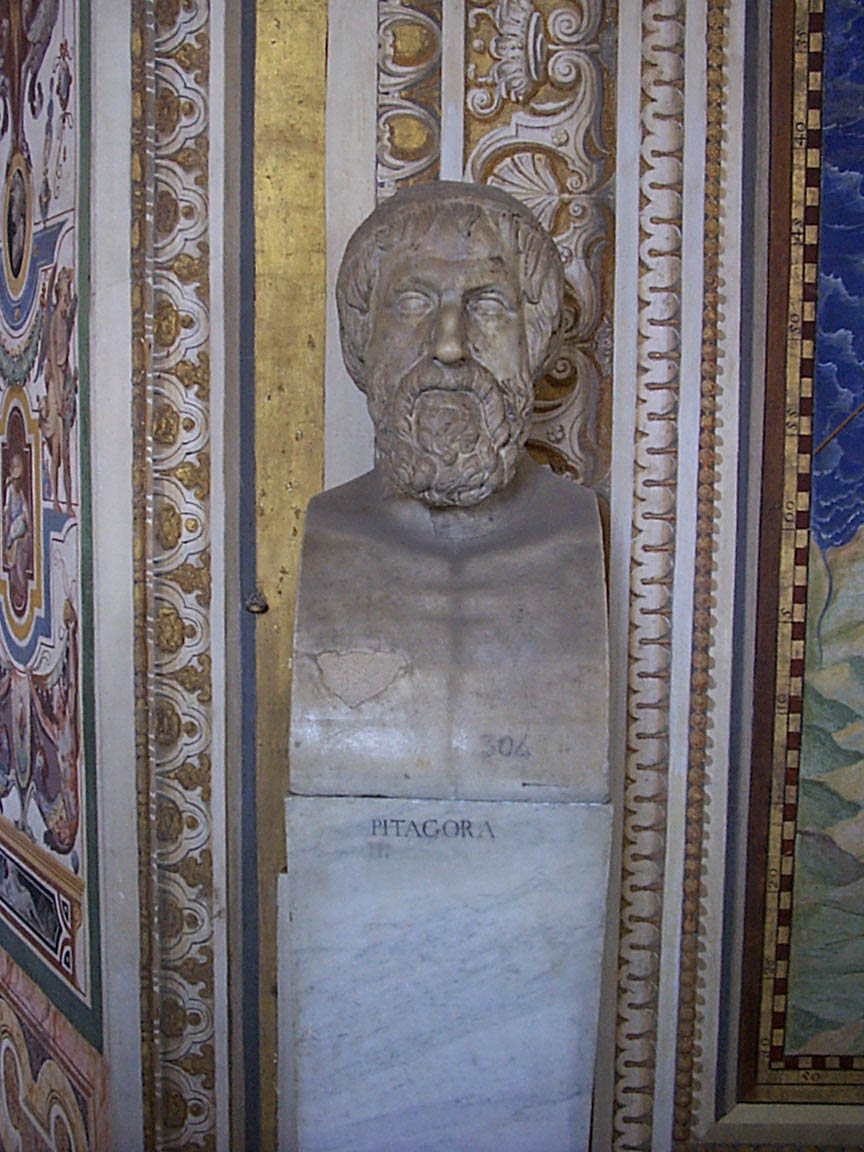
バチカン美術館にあるピュタゴラスの胸像

ピタゴラスと彼の弟子たちは、宇宙の調和についての知識の根本として"天球の音楽"（en:Musica universalis, de:Sphärenharmonie）を研究した。どのようにして弦が空気を震わすのか、どのようにして倍音が奏でられるか、ある倍音と他の倍音の数学的関係はどのようなものか…などである。
注意しなければならないのは、これらのギリシア人によってなされた研究が、実際に演奏される音楽を作り出すための厳密な形式についてというよりは、どのように宇宙が構成され、その宇宙をどのようにわれわれは知覚できるかという数学的、哲学的記述であるということである。"天球の音楽"としてピタゴラスたちが研究したのは、星、太陽、惑星、そして調和の下に波打つすべてのものであった。

## どのような音楽であったか
ある場所でプラトンは「新しい音楽」について次のように批判をしている。

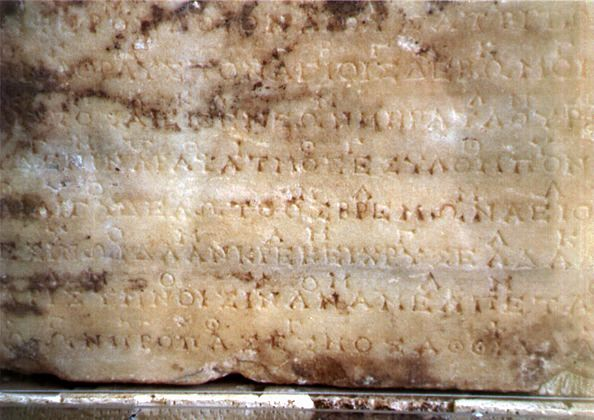
デルポイにある石碑。デルポイ賛歌の2曲目が記されている。途切れなく書かれているギリシア文字の上にところどころ書かれているものがギリシアの音楽記号

「私たちの音楽はかつて、確立された様式を持つ音楽とそうでないものとに分かれた。知識や教養のある見識は、口笛、群集のざわめき、拍手のような無分別で非音楽的なものを禁じた。静かに聴き、知ろうとすること、これがルールだった。しかしその後、音楽の規律、形式に無知な詩人たちによって非音楽的な無秩序がもたらされてしまった。彼らは、音楽には正しきこと、間違ったやり方などないと、自身を欺いて言った。彼らは、音楽はそれがもたらす愉悦によって良し悪しが判断されるべきだといった。彼らの言うところまた彼らの理論は、ずうずうしくもしかるべき判断ができていると大衆に思い込ませ、大衆に悪影響を与えている。だからわれわれ観客、つまりかつて静寂を守っていたのに、時を経ておしゃべりになった、この音楽の貴族は芸術文化に悪影響である。批評は音楽でなく、デタラメな才知、規律を破壊する精神であり、名声のためのものである。」
ここでプラトンが言う「確立された様式」や「音楽の規律」ということばから、次のようなことが想像できる。ピュタゴラスが考えた音楽のシステムが古代ギリシアに定着していたこと。そして公共の場所でプロの音楽家によって演奏が行われていたということである。そういう状況にあってプラトンは「ピュタゴラスの調和の原理」が無分別な精神に落ちぶれたことを嘆いたのであろう。この「無法者」のなかにおそらくアリストクセノス（Aristoxenus 前4世紀）が含まれていた。彼はピュタゴラスが重んじた数学的な音楽体系とは別のもの、つまり耳によって捉えた音楽理論を考えていた。アリストクセノスは「私たちは、本質的、直接的に"天球の音楽"を聴くことができない。ならば単純に、多くの人にとって心地よい音楽を演奏し、歌えばいいではないか」と主張した。この単純な哲学は後の平均律の考えを支えた。また20世紀の調性音楽、無調音楽という2つ潮流に分かれ出たことと比較することができるかもしれない。
なんでもいいから心地よい音楽を演奏する、ということはプラトンの時代に確立した「様式のエートス（＝音楽の道徳論→音楽には道徳的な側面があり、人間の精神はこれに左右されるという考え）」を冒涜するものだった。これはつまり当時のギリシア人が様々な音階様式にたいして感情的で、超自然的な特徴を見出し、それらに関係した複雑な音楽体系をつくりあげていた、ということを示している。古代ギリシア各地の部族、民族の名前から派生した様々な音階名（モード）はそれぞれの民族の気質、精神性をあらわしている。例えばドーリア音階は荒々しく、フリギア音階は官能的…などである。プラトンは別の場所で様々な音階、例えばドーリア式、フリギア式（Phrygian mode）、リディア式（Lydian mode）などの様式の適切な使用法について述べている。しかし私たち現代人にとって短調は悲しげ、長調が楽しげであるというような単純な区別を除けば、プラトンの音楽に対する考えは理解しにくい。
音階は全音の配置の仕方よって変化する。例えば現代のピアノの鍵盤上ではドとレ。また半音はドとドのシャープのように。現代の西洋音楽が相対的に少ない数の音階を区別するのに対して、古代ギリシアでは全音音階、半音階、さらに4分音階に分けていた（4分音はピアノでは鍵盤と鍵盤の隙間に存在することになる）。この細分化された古代ギリシア音階のシステムは、それぞれのエートスと結びついた幅広いレパートリーを作り上げるために考案された。ここではたとえばオクターブの知覚や5度の協和音が普遍的なものである（少なくとも異なる文化の間で幅広く共有されている）といったことは述べられていない。ある音階のある音の並び方が「自然に」特定の感情、個性、人格に対応するなどということについての決定的な証拠はない。また古代ギリシアの音階に対する考え方（またその音階名）がのちのローマ、そしてヨーロッパの中世の音楽に受け継がれ、例えば「リディア式教会旋法」などの名前が用いられても、それは単に歴史的な表面上のつながりであって、もともとの古代ギリシアの音楽とは関係がないうえ、特に古代ギリシア人が音楽に対して抱いた「エートス論」とは大きな隔たりがある。
また今日、少なくともプラトン以前の古代ギリシア人が聞いていた音楽はもっぱらモノフォニックであったと私たちが考えていることに対してプラトンやアリストクセノス、またのちのボエティウスが書き残したものは警告している。従来の音楽学では、古代の文化は進んだ和音のシステムを持っておらず、ハーモニー（調和のもとに複数の音を同時にならす）という技法は中世のヨーロッパにおいて発明されたものだと考えられていた。しかし例えばプラトンは国家の中で、音楽家たちがひとつ以上の音を同時に演奏することについて述べている。しかしそれでもどうやら和音を用いることは高度なテクニックであると考えられていたらしい。オレステースの断片においては明らかに複数の音についての指示がある。以上のことから、また歴史的な証拠から私たちが言えることは、「古代ギリシアの音楽家たちはまぎれもなく同時に複数の音を鳴らすというテクニックを利用していたけども、最も基本的な、そしてよくしられたギリシア音楽の響きはモノフォニックだった」と。

## 古代ギリシア社会と音楽の関係

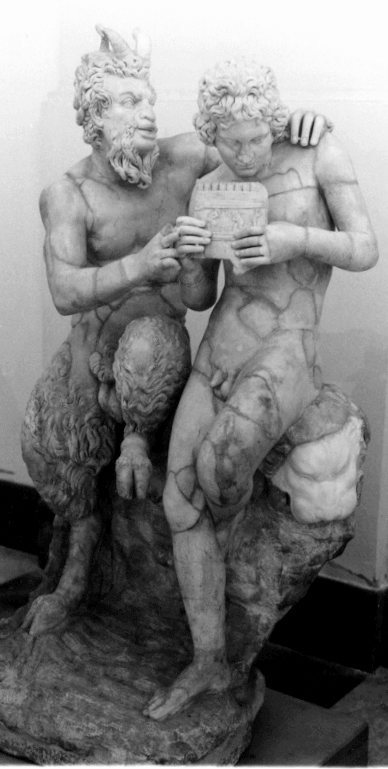
パンがダフニスに笛を吹かそうとしている

古代ギリシアの音楽は彼らの神話と堅く結びついている。アムピーオーンはヘルメースから音楽を学び、そして黄金のリラを奏で、その音の力で岩を動かしてテーバイを建てたと伝えられている。音楽の師であり、リラの奏者であったオルペウスはその魔法のような音楽で野生動物たちをなだめることができたという。オルペウス教の創造神話では、レアーが真鍮（しんちゅう）の太鼓を叩いて、男を女神の神託に服従させたと言われ、また次のような神話もある「（アポローンにリラを見せながら）ヘルメースが新しく発明した亀の甲羅でできたリラをこれまた彼が開発したピックで弾きながら、アポローンの気高さを称える魅力的な音楽を歌うと、彼はすぐさま許された」。またアポローンが音楽でもってマルシュアースやパーンに打ち勝つという話もある。
このような多くの言及が示すところ、どのように古代ギリシア民族が生まれ、またいかに彼らの運命が永らえ、それがどのように神によって見守れているかというギリシア人の世界観の受容にとって音楽は不可欠な部分であった。また音楽がピューティア大祭やディオニューシア祭や古代オリンピック、宗教的祭儀、余暇のたのしみ、演劇の開幕時に歌われるディオニューソスを称える歌（ディテュランボス）など古代ギリシア社会にあまねく及んでいたことは疑いない。しかしペロポネソス戦争の終わろうとしていた前404年、アテネが凋落していくなかで実際に演奏されるギリシアの音楽は変化していったかもしれない。

## 古代ギリシアの楽器

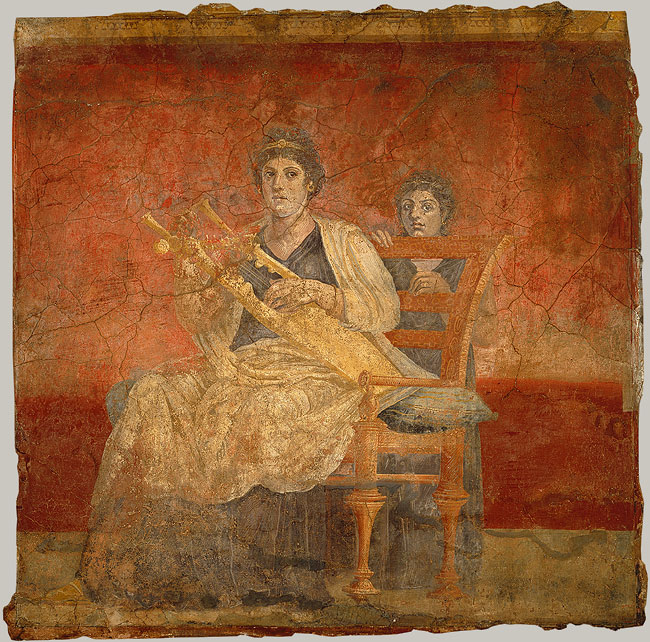
後期ローマ時代の女性がキタラを弾いている様子

今日、楽器は音を生み出す方法によって大きく3つ、弦楽器、吹奏楽器、打楽器に分けることができる。（ここでは簡単のため電子楽器は除外する、詳細は楽器参照）。上の分類を踏まえ古代ギリシアで使われた楽器を以下に挙げる。
- リラ (楽器)（リュラ）: 弦をつまびいたり、弾いたりして演奏した。亀の甲羅のフレームで作られツィターのように手で持って弾いた。一般的に7本かそれ以上の弦を張り、他の楽器や奏者の朗唱に合わせて弾いた。
- キタラ：これも弦をつまびいて音を出す。リラよりは複雑なつくりである。箱状の胴体と上部に付いている横棒との間に弦が張られている。縦にして、ピックでもって弾いた。横棒についたV字型の木のつまみを調整することで音を変えることができた。
- アウロス： アウロスはダブル・リードでありオーボエに似た音を出していたと考えられる。しばしば壺などに2本をひとりの人物が演奏している描写が残っているが、1本でも用いられた。

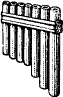
パンパイプ

- パンパイプ：指で押さえて吹く笛である。段階的に長さの異なる複数の笛から成り、切ることで音を調節した。音を出すときは笛の上から息を吹きつけた。

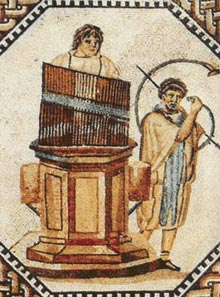
ヒュドラウリス

- ヒュドラウリス（Hydraulis）：鍵盤楽器であり、パイプオルガンの先駆けともみなせる。名前が示すように、一定の気圧を保つために水が使用される。英語ではwater organと呼ばれている。ウィトルウィウス[9]とアレクサンドリアのヘロン[10]がこの楽器について書いている。1885年にカルタゴの遺跡から保存状態のいい陶器製の模型が発見された。まず水を圧縮するために空気が送り込まれると筐体の中で水位が上がり、内部の空気を圧搾することで安定した空気を上部のパイプに供給することができた。[11]また、ハンガリー、ブダペスト近郊のローマ遺跡アクインクムからは実物が出土している（3世紀のものと推定）。これは明らかにパイプオルガンの原型だが、送風機構は出土していないので、厳密にはヒュドラウリスとはいえない。ただし、出土した銘板にはHYDRAMの語が記されている）。

以上の楽器すべてが古代ローマに伝わっている。

## その他の古代ギリシアの音楽家たち
以下は上に挙げられていないが現在まで名が伝わっているギリシアの音楽家たちである。
- アナクレオン：紀元前570年 - 紀元前488年
- サッポー：紀元前7世紀末-紀元前6世紀初
- シモーニデース：紀元前556年頃 - 紀元前468年
- バッキュリデース：紀元前520年頃 - 450年
- ヒッパソス：紀元前500 - ?
- ピンダロス：紀元前520年頃 - 紀元前440年頃

## そのほかの参考文献
- 『天球の音楽―ピュタゴラス宇宙論とルネサンス詩学』ヘニンガー、平凡社、ISBN 4582523080（1990年1月刊）
- 『天球の音楽―歴史の中の科学・音楽・神秘思想』ジェイミー ジェイムズ、白揚社、ISBN 4826990278（1998年5月刊）
- 『はじめての音楽史―古代ギリシアの音楽から日本の現代音楽まで』片桐 功ほか著、音楽之友社、ISBN 4276110106（1996年10月刊）
- 『人間と音楽の歴史-ギリシア』マックス・ヴェーグナー、音楽之友社、ISBN 4276011248（1985年）
- Anderson, W. (1966) Ethos and Education in Greek Music. Cambridge, HUP.
- Anderson, W. (1994)  Music and Musicians in Ancient Greece. Cornell.
- Barker, Andrew (ed.), Greek Musical Writings, 2 Vols. Cambridge Readings in the Literature of Music. (Cambridge: Cambridge University Press, 1984-89).
- Comotti, G. (1989) Music in Greek and Roman Culture. Baltimore: Johns Hopkins.
- Landels, J.G. (2001) "Music in Ancient Greece and Rome." NJ: Routledge.
- Lord, Albert B. (1960) "The Singer of Tales." Cambridge: Harvard University Press.
- Maas, M. and Jane McIntosh Snyder (1989) "Stringed Instruments of Ancient Greece" New Haven: Yale University Press.
- Mathiesen, T.J. (1999) "Apollo's Lyre: Greek Music and Music Theory in Antiquity and the Middle Ages." (Lincoln, NE: University of Nebraska Press)
- Mathiesen, T.J. (1974). Bibliography of Sources for the Study of Ancient Greek Music. New Jersey: Joseph Boonin, Inc.
- Michaelides, S. (1978) The Music of Ancient Greece: An Encyclopaedia. London: Faber & Faber.
- Murray, P. and Peter Wilson (eds.), (2004). "Music and the Muses: The Culture of Mousike in the Classical Athenian City." Oxford: Oxford University Press.
- Pohlmann, E. and  West, M.L. (2001)  Documents of Ancient Greek Music : The Extant Melodies and Fragments Edited and Transcribed with Commentary, OUP, ISBN 0-19-815223-X
- Sachs, Curt. (1943). "The Rise of Music in the Ancient World." NY: W.W. Norton & Company, Inc.
- Webster, T.B.L. (1970). "The Greek Chorus." London: Methuen anc Co. Ltd.
- West, M.L. (1992) Ancient Greek Music. Oxford, OUP.
- Winnington-Ingram, R.P. (1968) "Mode in Ancient Greek Music." Amsterdam: Adolf M. Hakkert.